# Vaca tremolosa
La vaca tremolosa, tremoló, tremoloia, vaca, vaca comuna, vaca enrampadora, vaca morena, vaca tremoladora o vaca marbrada (Torpedo marmorata) és un peix de la família dels torpedínids(torpedinidae) present a l'Atlàntic oriental des de les illes Britàniques i la mar del Nord fins a Sud-àfrica. Viu a tota la Mediterrània, però és absent a la mar Negra.
Es podria confondre amb la vaca comuna(Torpedo torpedo), però aquest darrer té unes taques blaves molt característiques a l'esquena, les quals són absents a la vaca tremolosa. No té valor comercial, tot i que és pescada de manera accidental mitjançant bous d'arrossegament, tresmalls i soltes. Disposa d'un curiós sistema per a orientar-se: pot emetre petits polsos elèctrics, els quals reboten al relleu del fons o als obstacles del voltant. Llavors, rep de nou el rebot de l'estímul elèctric que havia fet i així sap el que li envolta. Aquest sistema és com una mena d'autèntic radar i això li permet nedar en aigües molt tèrboles o de nit, i detectar les seves preses.

## Morfologia
Els exemplars més vells solen fer uns 60 cm de llargada en total (encara que en alguns casos poden arribar als 100) i 3 kg de pes. Té el cos aplanat dorsiventralment. Les aletes pectorals, el cap i el tronc formen un disc pla i gairebé arrodonit. A falta d'escates, el cos és recobert per una abundant mucositat. La cara ventral és blanquinosa, mentre que la dorsal és tacada de diferents tons ocres i marronosos. No té un morro definit i se li uneix amb les aletes laterals. Té entre 104 i 108 vèrtebres. Els mascles presenten un parell d'òrgans copuladors externs. Té la capacitat de produir descàrregues elèctriques d'entre 45 i 220 volts gràcies a uns òrgans electrògens que són, en realitat, un conjunt de plaques motores muntades en sèrie que actuen com una pila elèctrica. Es localitzen darrere els ulls, a la zona central del disc. Els fa servir per matar o paralitzar les seves preses, però també com a sistema de defensa.

## Ecologia
És un peix d'aigua marina i salabrosa, nocturn, associat als esculls, el qual viu molt a prop del fons o colgada a la sorra, fina o gruixuda, fins als 370 m de fondària. Evita les temperatures per damunt dels 20 °C.
Es nodreix a la nit, a base de petits mol·luscs, crustacis i peixos bentònics (Trachurus, Mugil, Mullus, Dicentrarchus, Spondyliosoma, Boops, Labrus, Dascyllus i Pomacentrus) que captura sobre la sorra del fons del mar, fang o roques on viu.
És ovovivípar i la fecundació interna succeeix durant els mesos de novembre i desembre. Després d'uns deu mesos de gestació, les femelles donen a llum de 5 a 32 exemplars joves, d'uns 10–14 cm de longitud, i molt semblants als adults.

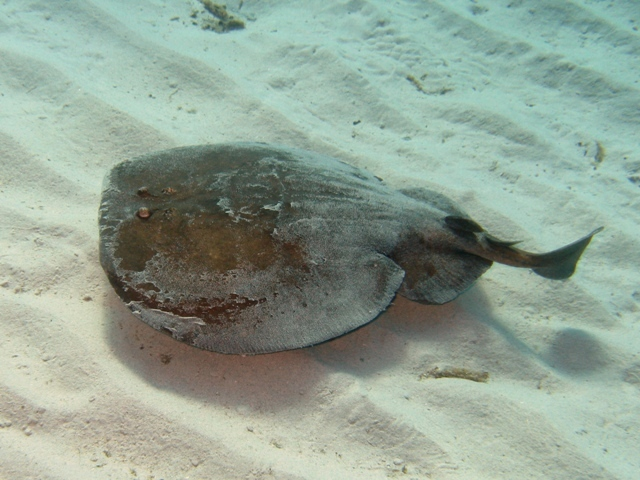
Exemplar de Còrsega
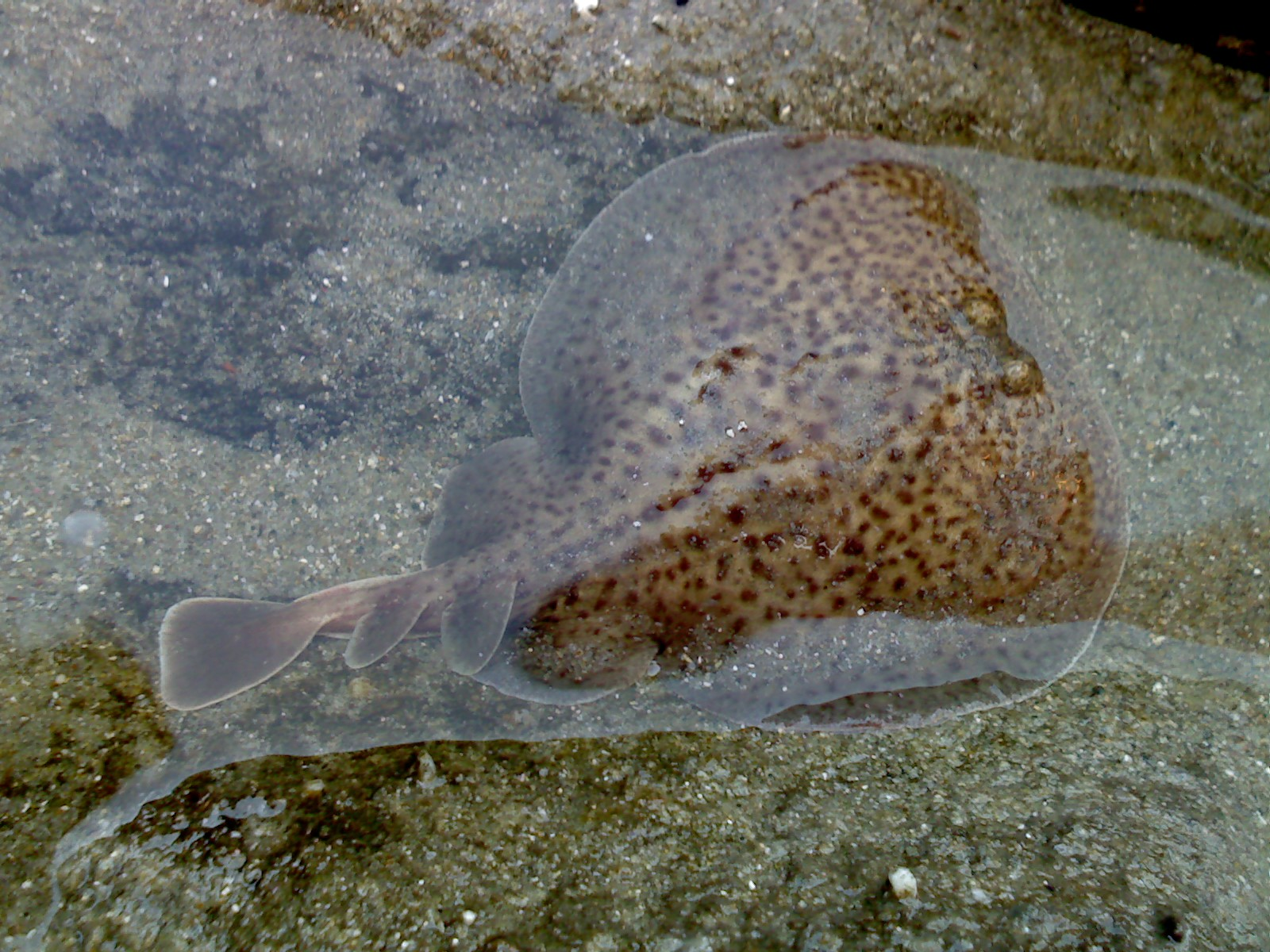
Exemplar de Turquia
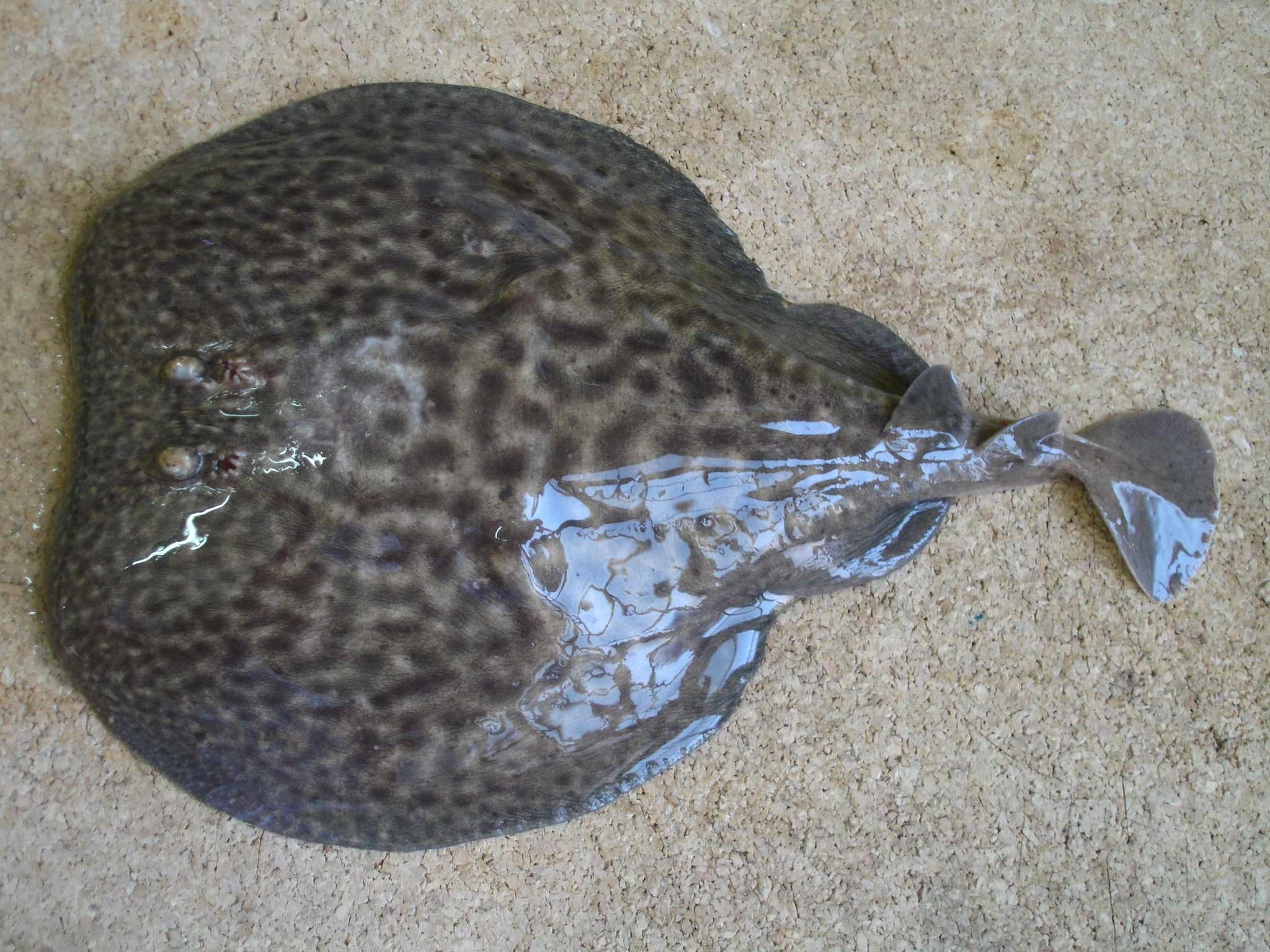
Exemplar de Portugal
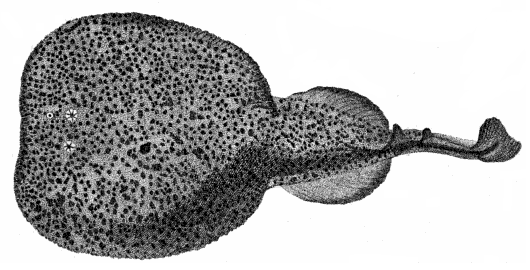
Il·lustració de l'any 1810
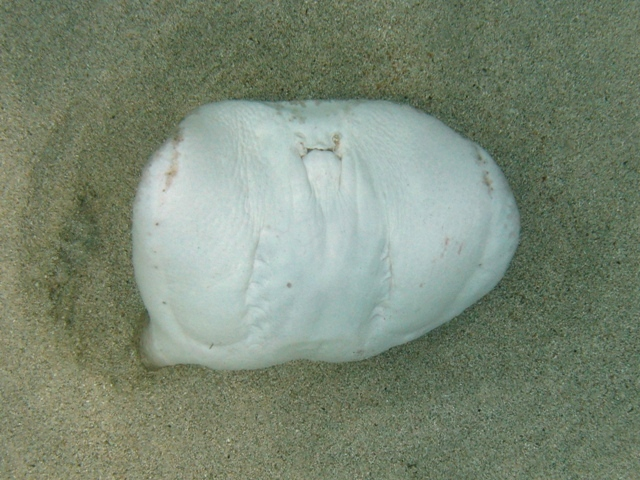
Exemplar en actitud defensiva fotografiat a Còrsega.